# ǁGana jezik
ǁGana jezik (dxana, gǁana, gǁana-khwe, gxana, gxanna, kanakhoe; ISO 639-3: gnk), jezik istoimenog bušmanskog plemena kojim govori 2 000 ljudi (2004 R. Cook) u distriktu Ghanzi u Bocvani. Pripada sjeverozapadnoj podskupini tshu-khwe jezika, porodica kojsan.
Ima nekoliko dijalekata domkhoe, gǁaakhwe (gǁaa), gǁanakhwe (kanakhoe) i ǀkhessákhoe. U upotrebi su i ǀgwi [gwj] ili naro [nhr].

## Vanjske poveznice
- Ethnologue (14th)
- Ethnologue (15th)